# 대북전단 금지법
대북전단 금지법은 2020년에 남북한 사이의 접경지역에서의 대북전단 및 기타 물품의 살포행위를 금지하는 남북관계 발전에 관한 법률을 말한다.  이 법의 시행은 2021년 3월 30일되었다가 2023년 9월 26일 헌법재판소 재판관 9명중 7명이 위헌 2명이 합헌으로 이로서 7대2로 위헌이 판결이 되었다.

## 최초 입법과정
2008년에 18대 국회에서 그 당시 민주당 소속 의원이었던 박주선은 북한에 살포하고자 하는 절차에 통일부장관에게 사전신고제를 도입하고자 제한하였으나 당시 한나라당의 반대에 의해 통과되지 못했다. 
2017년 7월 4일에는 문재인 정부들어서서 더욱 이 법에 박차를 가했으며, 2020년 6월 4일, 북한의 김여정은 대북전단 살포를 막을 것을 요구하였다.  이에 4시간 뒤, 통일부에서는 신속히 입장 발표를 하여 정비계획을 지시하였다. 
2020년 8월 3일, 국회 외교통일위원회에서 입법 절차가 본격적으로 시작되었다.
2020년 12월 2일, 국회 외교통일위원회에서 여당 단독으로 이 법이 통과되었다. 

## 박상학의 살포 강행
북한인권단체인 자유북한운동연합 대표인 박상학은 4월 25에서 29일 사이 두 차례에 걸쳐 대북전단 50만 장을 북한에 살포했다.  정부는 이에 대하여 강력 대응 방침을 밝혀 그의 집을 압수수색하며, 경찰에 불러 조사를 하였다.

## 미국의 반응
미 국무부는 대변인실을 통해 '미국은 북한 내 인권 문제와 북한 주민들의 정보 접근을 증진하기 위해 비영리 단체 및 탈북민 사회의 동반자 단체들과 협력을 지속하고 있다'고 했다.